# Weltmeisterschaft im Fischer-Random-Schach 2019
Die Weltmeisterschaft im Fischer-Random-Schach 2019 (offizieller Titel: 2019 FIDE World Fischer Random Chess Championship, kurz: WFRCC) war die erste offiziell vom Weltschachverband FIDE ausgerichtete Weltmeisterschaft im Schach960. Im Finale besiegte der US-Amerikaner Wesley So den inoffiziellen Titelverteidiger und Weltmeister im klassischen Schach Magnus Carlsen deutlich mit 13½:2½ Punkten und ist damit der erste offizielle Weltmeister im Schach960. Die Bronzemedaille gewann Jan Nepomnjaschtschi aus Russland.
Der Wettbewerb startete am 28. April 2019 mit den ersten Qualifikationsturnieren, die online ausgetragen wurden und allen interessierten Teilnehmern offen standen. Nach mehreren Ausscheidungsrunden wurde vom 27. Oktober bis 2. November 2019 eine Endrunde im Stile eines Final Four im Henie-Onstad Kunstsenter in Bærum in Norwegen ausgetragen. Im Laufe des gesamten Wettbewerbs fanden verschiedene Zeitbegrenzungen Anwendungen, wobei Spiele mit längerer Bedenkzeit stärker gewichtet wurden.

## Verlauf
Die Weltmeisterschaft gliederte sich in mehrere Stufen mit unterschiedlichen Bedenkzeitregelungen, Organisationsformen und Zugangsvoraussetzungen.

### Erste Qualifikationsrunde
Die erste Qualifikationsphase stand allen interessierten Schachspielern ohne Titel offen und wurde online über das Schachportal chess.com ausgetragen. In 32 Gruppen wurden 9 Runden Schweizer System mit einer Bedenkzeit von 10 Minuten für die ganze Partie plus 2 Sekunden Zeitgutschrift pro Zug gespielt. Aus jeder Gruppe qualifizierten sich fünf Spieler, insgesamt also 160 Spieler, für die zweite Qualifikationsrunde.

### Zweite Qualifikationsrunde
In der zweiten Qualifikationsrunde waren die 160 Qualifikanten aus der ersten Qualifikationsrunde sowie alle FIDE-Titelträger spielberechtigt. Es wurden 8 Runden Schweizer System gespielt, ebenfalls mit einer Bedenkzeit von 10 Minuten plus 2 Sekunden Inkrement. Aus den 12 Gruppen qualifizierten sich die jeweils sieben besten Spieler (insgesamt 84) für die dritte Qualifikationsrunde.

### Dritte Qualifikationsrunde
Die 84 Qualifikanten aus der zweiten Qualifikationsrunde wurden in 6 Gruppen zu je 14 Spielern aufgeteilt. Jede Gruppe wurde durch zwei eingeladene Schachspieler komplettiert. Der Austragungsmodus unterschied sich wesentlich von den beiden vorangegangenen Qualifikationsrunden. Die 16 Teilnehmer jeder Gruppe wurden per Setzliste gepaart. Anschließend fand ein K.-o.-Turnier statt. In jeder Runde trugen die beiden Spieler der Paarung ein „Minimatch“ aus, bestehend aus zwei Partien mit vertauschten Farben. Im Falle von Gleichstand wurde zunächst ein weiteres Minimatch mit verkürzter Bedenkzeit als Tiebreak gespielt, falls immer noch Gleichstand herrschte ein drittes, nochmals verkürztes Minimatch. War auch nach drei Minimatches noch keine Entscheidung gefallen, wurde die Paarung durch eine Armageddon-Partie entschieden.
Während es in den ersten beiden Qualifikationsrunden mehr oder weniger große Überraschungen gab, setzten sich in der Dritten Qualifikationsrunde ausnahmslos Spieler durch, die auch im klassischen Schach vordere Plätze in der Weltrangliste belegten. Trotzdem blieben auch einige namhafte Spieler auf der Strecke, beispielsweise Duda, Karjakin, Grischtschuk und Domínguez. Folgende 6 Spieler qualifizierten sich für das Viertelfinale:
| Name                 | Verband            | Elo-Zahl |
| -------------------- | ------------------ | -------- |
| Jan Nepomnjaschtschi | Russland           | 2775     |
| Alireza Firouzja     | Iran               | 2685     |
| Santosh Vidit        | Indien             | 2703     |
| Peter Swidler        | Russland           | 2737     |
| Wladimir Fedossejew  | Russland           | 2681     |
| Wesley So            | Vereinigte Staaten | 2763     |

Ebenfalls durch Freiplätze qualifiziert waren der Vizeweltmeister im klassischen Schach Fabiano Caruana und der Verlierer der inoffiziellen Fischer-Random-WM 2018 Hikaru Nakamura (beide USA).

### Viertelfinale
Das Viertelfinale wurde vom 4. bis 6. Oktober gespielt. Am ersten Tag fanden Matches zwischen jeweils zwei Spielern statt. Die vier Verlierer traten am zweiten Tag in einer Art Hoffnungslauf paarweise gegeneinander an. Die Gewinner des ersten Tages und die Gewinner des zweiten Tages spielten am dritten Tag paarweise gegeneinander, so dass am Ende drei Spieler feststanden, die fürs Halbfinale qualifiziert sind: Fabiano Caruana, Wesley So und Jan Nepomnjaschtschi. Jedes Match des Viertelfinals bestand aus 2 „langsamen“ Schnellschachpartien (45 min für 40 Züge + 15 min für den Rest, ohne Inkrement), zwei „schnellen“ Schnellschachpartien (15 min + 2 s Inkrement) und 2 Blitzschachpartien (3 min + 2 s Inkrement). Die Partien wurden unterschiedlich gewichtet: 3 Punkte für die langsamen Schnellpartien, 2 Punkte für die schnellen Schnellpartien und 1 Punkt für die Blitzpartien. Nur einmal stand es nach den 6 Partien unentschieden, und zwar im Match zwischen Alireza Firouzja und Jan Nepomnjaschtschi am ersten Tag. In der anschließenden Armageddon-Partie konnte sich Jan Nepomnjaschtschi durchsetzen.

#### Tag 1
| Peter Swidler       | 5 | 7 | Fabiano Caruana        |
| Wesley So           | 3 | 9 | Hikaru Nakamura        |
| Wladimir Fedossejew | 8 | 4 | Santosh Gujrathi Vidit |
| Alireza Firouzja    | 6 | 7 | Jan Nepomnjaschtschi   |

#### Tag 2 (Hoffnungslauf)
| Santosh Gujrathi Vidit | 4½ | 7½ | Alireza Firouzja |
| Wesley So              | 6½ | 5½ | Peter Swidler    |

#### Tag 3
| Wladimir Fedossejew  | 5  | 7  | Wesley So        |
| Hikaru Nakamura      | 1½ | 6½ | Fabiano Caruana  |
| Jan Nepomnjaschtschi | 6½ | 3½ | Alireza Firouzja |

Die Matches zwischen Caruana und Nakamura sowie zwischen Nepomnjaschtschi und Firouzja wurden abgebrochen, nachdem der jeweilige Sieger durch das Erreichen von 6½ Punkten feststand. Auch das Match zwischen So und Fedossejew war bereits nach der dritten Partie mit 6½:1½ zugunsten von So entschieden. Trotzdem entschlossen sich die beiden Kontrahenten, auch die restlichen drei Partien auszuspielen, obwohl sie für die Halbfinalqualifikation bedeutungslos geworden waren.

### Halbfinale und Finale
Das Halbfinale und das Finale fanden vom 27. Oktober bis zum 2. November statt. Im Halbfinale trafen die drei Qualifikanten aus dem Viertelfinale auf den amtierenden Weltmeister im klassischen Schach und den inoffiziellen Weltmeister im Fischer-Random-Schach Magnus Carlsen.

#### Zeitplan
| Datum       | Event                                                    | Modus                                                             |
| ----------- | -------------------------------------------------------- | ----------------------------------------------------------------- |
| 27. Oktober | Halbfinale, Partien 1 und 2                              | 45 min für 40 Züge + 15 min für den Rest, 3 Punkte für einen Sieg |
| 28. Oktober | Halbfinale, Partien 3 und 4                              | 45 min für 40 Züge + 15 min für den Rest, 3 Punkte für einen Sieg |
| 29. Oktober | Halbfinale, Partien 5 bis 8                              | 15 min + 2 s Inkrement, 2 Punkte für einen Sieg                   |
| 29. Oktober | Halbfinale, Partien 9 bis 12                             | 3 min + 2 s Inkrement, 1 Punkt für einen Sieg                     |
| 29. Oktober | Halbfinale, Tiebreak (falls erforderlich)                | 4 min für Weiß, 5 min für Schwarz, Weiß muss gewinnen             |
| 30. Oktober | Ruhetag                                                  | Ruhetag                                                           |
| 31. Oktober | Finale / Spiel um Platz 3, Partien 1 und 2               | 45 min für 40 Züge + 15 min für den Rest, 3 Punkte für einen Sieg |
| 1. November | Finale / Spiel um Platz 3, Partien 3 und 4               | 45 min für 40 Züge + 15 min für den Rest, 3 Punkte für einen Sieg |
| 2. November | Finale / Spiel um Platz 3, Partien 5 bis 8               | 15 min + 2 s Inkrement, 2 Punkte für einen Sieg                   |
| 2. November | Finale / Spiel um Platz 3, Partien 9 bis 12              | 3 min + 2 s Inkrement, 1 Punkt für einen Sieg                     |
| 2. November | Finale / Spiel um Platz 3, Tiebreak (falls erforderlich) | 4 min für Weiß, 5 min für Schwarz, Weiß muss gewinnen             |

#### Halbfinale
In beiden Halbfinalbegegnungen kam es schon frühzeitig zu einer Vorentscheidung: Wesley So war bereits nach sieben Partien für seinen Gegner Jan Nepomnjaschtschi uneinholbar enteilt. Dasselbe gelang Magnus Carlsen eine Partie später, so dass die ursprünglich angesetzten und noch ausstehenden Partien nicht mehr ausgetragen wurden.
In Partie Nr. 5 zwischen Jan Nepomnjaschtschi und Wesley So kam es zu einem Kuriosum: In der Grundstellung stand der weiße König auf e1 und ein weißer Turm auf g1. Als Nepomnjaschtschi im neunten Zug kurz rochieren wollte, hob er den Turm an, um Platz für den König zu schaffen. Der Schiedsrichter wies den Russen darauf hin, dass das Berühren des Turms ihn zu einem Turmzug verpflichte. Für die Rochade hätte er zunächst den König anfassen sollen. Nepomnjaschtschi zog daraufhin 9. Tf1, reichte aber nach der Partie Protest ein, da er offensichtlich keine Absicht gehabt habe, den Turm zu ziehen. Außerdem sei es nahezu unmöglich, die Rochade regelkonform auszuführen, da das Feld g1 durch den Turm blockiert werde. Daraufhin wurde beschlossen, dass die Partie wiederholt werden müsse. In der Wiederholungspartie spielten beide Spieler anfangs exakt dieselben Züge. Diesmal führte Nepomnjaschtschi die Rochade demonstrativ regelgerecht aus. Die Wiederholungspartie endete ebenfalls remis. Wesley So hielt sich aus der Angelegenheit komplett heraus und akzeptierte auch die Wiederholung der Partie klaglos.
| Spieler              | 1                   | 2                   | 3                   | 4                   | 5                   | 6                   | 7                   | 8                   | 9                  | 10                 | 11                 | 12                 | TB                 | Summe |
| -------------------- | ------------------- | ------------------- | ------------------- | ------------------- | ------------------- | ------------------- | ------------------- | ------------------- | ------------------ | ------------------ | ------------------ | ------------------ | ------------------ | ----- |
| Spieler              | Schnellschach, lang | Schnellschach, lang | Schnellschach, lang | Schnellschach, lang | Schnellschach, kurz | Schnellschach, kurz | Schnellschach, kurz | Schnellschach, kurz | Blitz              | Blitz              | Blitz              | Blitz              | Armageddon         | Summe |
| Spieler              | 3 Punkte pro Partie | 3 Punkte pro Partie | 3 Punkte pro Partie | 3 Punkte pro Partie | 2 Punkte pro Partie | 2 Punkte pro Partie | 2 Punkte pro Partie | 2 Punkte pro Partie | 1 Punkt pro Partie | 1 Punkt pro Partie | 1 Punkt pro Partie | 1 Punkt pro Partie | 1 Punkt pro Partie | Summe |
| Magnus Carlsen       | 0                   | 3                   | 3                   | 1½                  | 1                   | 2                   | 0                   | 2                   | –                  | –                  | –                  | –                  | –                  | 12½   |
| Fabiano Caruana      | 3                   | 0                   | 0                   | 1½                  | 1                   | 0                   | 2                   | 0                   | –                  | –                  | –                  | –                  | –                  | 7½    |
|                      |                     |                     |                     |                     |                     |                     |                     |                     |                    |                    |                    |                    |                    |       |
| Jan Nepomnjaschtschi | 1½                  | 1½                  | 0                   | 0                   | 1                   | 0                   | 1                   | –                   | –                  | –                  | –                  | –                  | –                  | 5     |
| Wesley So            | 1½                  | 1½                  | 3                   | 3                   | 1                   | 2                   | 1                   | –                   | –                  | –                  | –                  | –                  | –                  | 13    |
| Startposition        | 744                 | 744                 | 357                 | 357                 | 67                  | 67                  | 642                 | 642                 | –                  | –                  | –                  | –                  | –                  |       |

#### Finale
Das Finale verlief äußerst einseitig. Carlsen konnte seiner Favoritenrolle nie gerecht werden, so dass So schon bald als Weltmeister im Chess960 feststand. Im anschließenden Interview äußerte sich Carlsen beschämt über die eigene Form, lobte aber auch Wesley Sos Leistung.
| Spieler        | 1                   | 2                   | 3                   | 4                   | 5                   | 6                   | 7                   | 8                   | 9                  | 10                 | 11                 | 12                 | TB                 | Summe |
| -------------- | ------------------- | ------------------- | ------------------- | ------------------- | ------------------- | ------------------- | ------------------- | ------------------- | ------------------ | ------------------ | ------------------ | ------------------ | ------------------ | ----- |
| Spieler        | Schnellschach, lang | Schnellschach, lang | Schnellschach, lang | Schnellschach, lang | Schnellschach, kurz | Schnellschach, kurz | Schnellschach, kurz | Schnellschach, kurz | Blitz              | Blitz              | Blitz              | Blitz              | Armageddon         | Summe |
| Spieler        | 3 Punkte pro Partie | 3 Punkte pro Partie | 3 Punkte pro Partie | 3 Punkte pro Partie | 2 Punkte pro Partie | 2 Punkte pro Partie | 2 Punkte pro Partie | 2 Punkte pro Partie | 1 Punkt pro Partie | 1 Punkt pro Partie | 1 Punkt pro Partie | 1 Punkt pro Partie | 1 Punkt pro Partie | Summe |
| Wesley So      | 1½                  | 3                   | 3                   | 3                   | 1                   | 2                   |                     |                     |                    |                    |                    |                    |                    | 13½   |
| Magnus Carlsen | 1½                  | 0                   | 0                   | 0                   | 1                   | 0                   |                     |                     |                    |                    |                    |                    |                    | 2½    |
| Startposition  | 294                 | 294                 | 729                 | 729                 | 253                 | 253                 |                     |                     |                    |                    |                    |                    |                    |       |

#### Match um Platz 3
| Spieler              | 1                   | 2                   | 3                   | 4                   | 5                   | 6                   | 7                   | 8                   | 9                  | 10                 | 11                 | 12                 | TB                 | Summe |
| -------------------- | ------------------- | ------------------- | ------------------- | ------------------- | ------------------- | ------------------- | ------------------- | ------------------- | ------------------ | ------------------ | ------------------ | ------------------ | ------------------ | ----- |
| Spieler              | Schnellschach, lang | Schnellschach, lang | Schnellschach, lang | Schnellschach, lang | Schnellschach, kurz | Schnellschach, kurz | Schnellschach, kurz | Schnellschach, kurz | Blitz              | Blitz              | Blitz              | Blitz              | Armageddon         | Summe |
| Spieler              | 3 Punkte pro Partie | 3 Punkte pro Partie | 3 Punkte pro Partie | 3 Punkte pro Partie | 2 Punkte pro Partie | 2 Punkte pro Partie | 2 Punkte pro Partie | 2 Punkte pro Partie | 1 Punkt pro Partie | 1 Punkt pro Partie | 1 Punkt pro Partie | 1 Punkt pro Partie | 1 Punkt pro Partie | Summe |
| Jan Nepomnjaschtschi | 0                   | 3                   | 3                   | 1½                  | 2                   | 1                   | 2                   |                     |                    |                    |                    |                    |                    | 12½   |
| Fabiano Caruana      | 3                   | 0                   | 0                   | 1½                  | 0                   | 1                   | 0                   |                     |                    |                    |                    |                    |                    | 5½    |
| Startposition        | 294                 | 294                 | 729                 | 729                 | 253                 | 253                 | 381                 |                     |                    |                    |                    |                    |                    |       |